# 八幡野平八郎
八幡野 平八郎（やはたの へいはちろう、1917年9月29日 - 1994年5月9日）は、伊勢ヶ濱部屋に所属した元力士。9代谷川。本名は西内 平八郎（にしうち へいはちろう）。現在の高知県須崎市（当時は高岡郡須崎町）出身。182cm、86kg。最高位は西十両5枚目。得意技は右四つ、上手投げ、うっちゃり。

## 来歴
米穀・肥料を商う「西亀」の八男として生まれ、生家は裕福な家庭だった。実父は須崎町議を6期努める有力者で、長兄が神戸高等商業（現神戸大学経済学部）、本人を除く他の7人が京都帝国大学卒という家系で、本人も子供の頃から体格よく頭脳明晰だった。県立城東中学に進学すると柔道部に籍を置き、部員不足の相撲部の試合にも参加し、堺の大浜相撲場で行われた全国中等学校相撲大会にも出場したのを機に、親友の父から強く勧められたため、学業を続けるのを条件として1935年3月に伊勢ヶ濱部屋に入門、5月場所に八幡野の四股名で初土俵を踏んだ。その一方で、同年4月に第一早稲田高等学院に進学し、部屋から通学していた。1936年には早稲田大学専門部政経科に転校したが、1937年3月限りで学業との両立を断念した。5月場所に三段目に昇進したが肋膜を患って休場し、医者には「相撲は無理」と診断されたが半年で回復して1938年1月場所に復帰し、5月場所に幕下に昇進するも応召され高知連隊に所属した。半年で除隊し、1940年1月場所に復帰したが、1942年7月に再度応召され満州に赴くが、マラリアに罹患し、半年で除隊。復帰後は1944年5月場所に十両昇進し、連続4年9場所務め、1948年10月場所に引退した。軽量だが右四つからの上手投げが強く、うっちゃりも見せたが、全盛期に病気や応召にされたこともあって大成できなかった。引退後は9代谷川を襲名した。谷川は若瀬川泰二からの借株だったが、のち間垣を取得し、若瀬川と名跡を交換した（さらに若瀬川は、浅香山を取得し、間垣を清水川明於に譲渡した）。谷川となってからは神奈川県鎌倉郡片瀬町に住み、そこから伊勢ヶ濱部屋に通った。その後は「年寄になった以上は部屋を持って弟子を育てる事が義務である」の基本的な考えを実行して1962年9月に2人の弟子とともに独立し部屋を構えたが、関取を養成できず「小部屋は力士にとって不幸であり、木戸の仕事をしていると弟子の指導が不十分になる」との理由で1969年7月に閉鎖し伊勢ヶ濱部屋に戻った。協会では1958年1月30日に木戸主任となり、14年務めた。1974年4月20日に脳血栓で左半身が不自由となり、1977年5月17日、5月場所の10日目に高砂部屋の白田山秀敏に名跡を譲渡し廃業した。その後は葛飾区新小岩の自宅で過ごしたが、糖尿病と動脈硬化により1993年暮れ、東京都保健医療公社東部地域病院に入院。1994年4月20日に両足切断手術を受け、5月9日、肺炎のため葛飾区内の病院で死去。

## 主な成績
- 通算成績：102勝101敗8休  勝率.502
- 十両成績：41勝51敗1休  勝率.446
- 現役在位：27場所
- 十両在位：9場所

### 場所別成績
| 1935年 （昭和10年） | x                  | （前相撲）                | x                       |
| 1936年 （昭和11年） | 西序ノ口6枚目 4–2  | 西序二段10枚目 3–3        | x                       |
| 1937年 （昭和12年） | 西序二段5枚目 3–3  | 東三段目25枚目 休場 0–0–7 | x                       |
| 1938年 （昭和13年） | 西序二段8枚目 2–5  | 東序二段19枚目 6–1        | x                       |
| 1939年 （昭和14年） | 東三段目26枚目 4–3 | 東幕下46枚目 – 応召       | x                       |
| 1940年 （昭和15年） | 東幕下46枚目 4–4   | 東幕下34枚目 5–3          | x                       |
| 1941年 （昭和16年） | 西幕下20枚目 4–4   | 東幕下13枚目 3–5          | x                       |
| 1942年 （昭和17年） | 東幕下17枚目 5–3   | 西幕下7枚目 4–4           | x                       |
| 1943年 （昭和18年） | 東幕下6枚目 4–4    | 東幕下6枚目 4–4           | x                       |
| 1944年 （昭和19年） | 東幕下5枚目 6–2    | 西十両8枚目 5–5           | 東十両6枚目 4–6         |
| 1945年 （昭和20年） | x                  | 東十両9枚目 3–3–1         | 西十両8枚目 4–6         |
| 1946年 （昭和21年） | x                  | 国技館修理 のため中止     | 西十両10枚目 7–6        |
| 1947年 （昭和22年） | x                  | 西十両5枚目 4–6           | 西十両8枚目 4–7         |
| 1948年 （昭和23年） | x                  | 東十両11枚目 5–6          | 西十両13枚目 引退 5–6–0 |
| 各欄の数字は、「勝ち-負け-休場」を示す。 優勝 引退 休場 十両 幕下 三賞：敢=敢闘賞、殊=殊勲賞、技=技能賞 その他：★=金星 番付階級：幕内 - 十両 - 幕下 - 三段目 - 序二段 - 序ノ口 幕内序列：横綱 - 大関 - 関脇 - 小結 - 前頭（「#数字」は各位内の序列） |                    |                           |                         |

## 改名歴
- 八幡野 平八郎（やはたの へいはちろう）1935年5月場所 - 1948年10月場所

## 年寄変遷
- 谷川 平八郎（たにがわ へいはちろう）1948年10月 - 1977年5月17日